# Gospodarz (gromada)
Gospodarz – dawna gromada, czyli najmniejsza jednostka podziału terytorialnego Polskiej Rzeczypospolitej Ludowej w latach 1954–1972.
Gromady, z gromadzkimi radami narodowymi (GRN) jako organami władzy najniższego stopnia na wsi, funkcjonowały od reformy reorganizującej administrację wiejską przeprowadzonej jesienią 1954 do momentu ich zniesienia z dniem 1 stycznia 1973, tym samym wypierając organizację gminną w latach 1954–1972.
Gromadę Gospodarz siedzibą GRN w Gospodarzu utworzono – jako jedną z 8759 gromad na obszarze Polski – w powiecie łódzkim w woj. łódzkim, na mocy uchwały nr 34/54 WRN w Łodzi z dnia 4 października 1954. W skład jednostki weszły obszary dotychczasowych gromad Gadka Nowa, Gadka Stara, Gospodarz, Czyżeminek, Guzew i Prawda ze zniesionej gminy Rzgów w tymże powiecie. Dla gromady ustalono 21 członków gromadzkiej rady narodowej.
29 lutego 1956 z gromady Gospodarz wyłączono wieś Gadka Stara włączając ją do gromady Rzgów w tymże powiecie.
1 lipca 1968 gromadę zniesiono, a jej obszar włączono do gromad: Rzgów (wsie Czyżeminek I, II i III, wieś, kolonię i PGR Gospodarz, wieś Guzew, wieś Babichy oraz wieś Prawda) i Ksawerów (wieś Nowa Gadka) w tymże powiecie.